# 1-UP Studio
1-UP Studio Co., Ltd. (яп. １‐UPスタジオ株式会社 Ван-Аппу Сутадзио Кабусики-гайся), ранее известная как Brownie Brown Inc. (яп. ブラウニーブラウン бурауни бураун) — японская компания, занимающаяся разработкой компьютерных игр. Основана в 2000 году с главным офисом в городе Токио, является дочерним подразделением корпорации Nintendo. 1 февраля 2013 года была объявлено, что после недавних совместных разработок с Nintendo, структура компании претерпит определённые изменения, а её название будет изменено на 1-UP Studio.

## История
Компания создавалась при непосредственном участии бывших художников Square, в частности, двое из основателей ранее работали над популярной серией Mana (известной в Японии как Seiken Densetsu), имея в послужном списке несколько удачных проектов под консоли Game Boy и Super Nintendo Entertainment System. Должность президента занял Синъити Камэока, бывший арт-директор Square, прославившийся благодаря созданному дизайну для таких игр как Secret of Mana, Seiken Densetsu 3 и SaGa Frontier. Права на продукты новой образовавшейся компании сразу же приобрели функционеры Nintendo. Название, как утверждает официальный сайт, отсылается к мифологическому существу брауни — он изображён на логотипе, этакий трудолюбивый эльф по имени Браун. Брауни Браун, проще говоря, выступает своеобразным талисманом компании. Как позже отметили разработчики, им пришлось покинуть Square из-за несовпадения убеждений.
Первым творением студии стала игра под названием Magical Vacation, вышедшая в 2001 году для портативного устройства Game Boy Advance исключительно в Японии. Следующим известным продуктом была ролевая Sword of Mana, созданная и выпущенная при содействии Square Enix. Разработчики вернулись к давно оставленной серии Seiken Densetsu, хотя данный продукт является скорее не новой игрой, а существенно переработанным ремейком появившейся в 1991 году Final Fantasy Adventure, которая в Японии именовалась Seiken Densetsu: Final Fantasy Gaiden, тогда как в Европе — просто Mystic Quest. В то же время студия приняла участие в разработке Mother 3, где сотрудничала с Сигэсато Итои и HAL Laboratory. Тогда же был завершён ролевой проект Magical Starsign, прямой сиквел их первой игры.
Наиболее узнаваемым релизом компании на данный момент остаётся игра Blue Dragon Plus, созданная для карманной консоли Nintendo DS при поддержке студии Mistwalker. В 2009 году Brownie Brown вышли на рынок скачиваемого контента, первой на этом поприще стала игра-головоломка A Kappa's Trail для сервиса DSiWare. В последнее время разработчики сотрудничали с компанией Level-5, воплотили в жизнь совместно с ними такие проекты как Professor Layton and the Specter's Flute и Fantasy Life.

## Список игр

### Game Boy Advance
- Magical Vacation
- Mother 3
- Sword of Mana

### Nintendo DS
- Magical Starsign
- Heroes of Mana
- Blue Dragon Plus
- Livly Garden
- Professor Layton and the Specter's Flute (совместно с Level-5)
- A Kappa's Trail

### Nintendo 3DS
- Fantasy Life (совместно с Level-5)